# Martin Erlandsson
Martin Erlandsson (* 12. Februar 1974 in Bunkeflostrand, Schweden) ist ein schwedischer Profigolfer der European Tour.
Er wurde 1997 Berufsgolfer und bespielte zunächst – neben der regionalen schwedischen Telia Tour – die zweitgereihte Challenge Tour. 2003 gelangen ihm dort neun Platzierungen unter den Top 10, darunter ein Sieg. Er qualifizierte sich damit für die große European Tour, verfehlte aber den Weitererhalt seiner Spielberechtigung um drei Plätze. Über die Tour School konnte sich Erlandsson jedoch die Qualifikation sichern und erreichte 2005 mit guten Platzierungen am Saisonende einen beachtlichen 67. Rang in der European Tour Order of Merit. Anfang September 2006 machte er mit einem vierten Platz bei der sehr gut besetzten BMW International Open auf sich aufmerksam.

## Turniersiege
- 1996 Skoude Open (Telia Tour) (als Amateur)
- 2002 St Arild Open (Telia Tour)
- 2003 Izki Challenge de España (Challenge Tour)